# Retinopexia neumática
La retinopexia neumática es un procedimiento quirúrgico para corregir el desprendimiento de retina. 
La retina es la capa más interna e importante del ojo, ya que en ella se forma la imagen y de allí se transmite al cerebro.

## Procedimiento
Este procedimiento consiste en inyectar una pequeña cantidad de un gas específico, por ejemplo perfluorohexano, dentro de la cavidad vítrea. La burbuja de gas flota en el interior del ojo, presiona sobre el desgarro de la retina, aplanándolo contra la pared del ojo y evitando que aumente de tamaño.
Tras la intervención es necesario mantener la cabeza en una posición determinada durante varios días para que el gas cumpla su función. Se recomienda que durante unas semanas el paciente no acuda a lugares de gran altura sobre el nivel del mar ni realice viajes en avión, pues la disminución de la presión atmosférica puede producir la expansión de la burbuja, lo cual ocasiona complicaciones.
Pasadas unas semanas el gas se disuelve espontáneamente y la retina queda sellada
- Datos: Q9068359